# کیچیک‌لی
کیچیک‌لی (به لاتین: Kiçikli) یک منطقه مسکونی در جمهوری آذربایجان است که در شهرستان آق‌دام واقع شده است.